# ファイナルファンタジーXV
『ファイナルファンタジーXV』（ファイナルファンタジー フィフティーン、FINAL FANTASY XV、略称: FFXV、 FF15）は、スクウェア・エニックスより2016年11月29日に発売されたPlayStation 4（PS4）・Xbox One用アクションRPG。ファイナルファンタジーシリーズのナンバリングタイトル第15作目。
ゲーム、CG映像作品、アニメーション、スマートフォンなど様々な形で展開する「FFXV」の物語、世界観を共有したタイトル群を「ファイナルファンタジーXV ユニバース」(FINAL FANTASY XV UNIVERSE) と呼んでいる。

## 概要
新世代機によるハイパーリアリズム表現で描かれる、少年たちの友情と成長の物語。PVでは「スタンド・バイ・ミー」が使用され、リバーシブル仕様のパッケージには主人公4人が旅する後ろ姿が描かれている。ストーリーコピーは「父と子。そして王の物語。」
発売後、定期的にアップデートを行っていたが、2019年3月配信の「エピソード アーデン」の追加などでアップデートが終了となった。

### 商品展開
2016年11月29日に、本編とPS4本体及び各種特典が同梱された、「PlayStation®4 FINAL FANTASY XV LUNA EDITION」が発売。さらに同日、本編と追加コンテンツを入手できる「FFXV シーズンパス」を含むダウンロード専用『FINAL FANTASY XV デジタルプレミアムエディション』（DIGITAL PREMIUM EDITION）、
本編と「キングスグレイブ ファイナルファンタジーXV」の2つがセットになった、『FINAL FANTASY XV DELUXE EDITION』 、
本編と「キングスグレイブ ファイナルファンタジーXV」、「ブラザーフッド ファイナルファンタジーXV」の3つと映像特典がセットになった、『Film Collections Box FINAL FANTASY XV』  、
および本編と「キングスグレイブ ファイナルファンタジーXV」、「ブラザーフッド ファイナルファンタジーXV」の3つとサウンドトラック、アートブック等の特典がセットになった一部店舗限定販売の、『FINAL FANTASY XV ULTIMATE COLLECTOR'S EDITION』が発売された。
詳細については「公式サイト（ゲーム製品情報）」、「キングスグレイブ ファイナルファンタジーXV 公式サイト(製品情報)」を参照のこと。
2018年2月9日に、スマートフォン向けにキャラクター等をデフォルメした『ファイナルファンタジーXV ポケットエディション』（FINAL FANTASY XV POCKET EDITION）が発売された。
2018年3月6日、追加要素「FFXV ロイヤルパック」（FINAL FANTASY XV ROYAL PACK）の配信および、FFXV本編に加え、追加要素や各種ダウンロードコンテンツとして配信されていた要素を含んだ、PlayStation 4・Xbox One用『ファイナルファンタジーXV ロイヤルエディション』（FINAL FANTASY XV ROYAL EDITION）が発売された。なお通常DL版に関してはロイヤルエディション発売後は配信終了しており、ROM版ユーザーがロイヤルパック購入後にディスクレス化するにはロイヤルエディションDL版を重複購入しなければならない。
2018年3月7日に、Windows PC用『ファイナルファンタジーXV ウィンドウズエディション』（FINAL FANTASY XV WINDOWS EDITION）が発売された。
2018年9月7日にPS4/Xbox One版、9月14日にNintendo Switch版『ファイナルファンタジーXV ポケットエディション HD』（FINAL FANTASY XV POCKET EDITION HD）が、配信開始された。

## システム
プレイヤーはノクティスを操作し、オープンワールドフィールドを自由に歩き回りながら目的を達していく。距離はメートル法が使われているが、現実のそれと異なる距離感となっている。プレイヤーはスタミナを消費してダッシュでの高速移動ができるが、スタミナを使い切ると回復するまで高速移動ができなくなる。当初はノクティスしか操作できなかったが、バージョン1.19のアップデートで戦闘中に他の仲間に操作を切り替える事も可能になった。
オープンワールドの舞台である「ルシス」はストーリー進行に伴い行動範囲が広がっていき、いずれの地域でも多彩な場所に到達可能となっている。メインストーリーで必ず訪れなければならない場所は全体のごく一部であり、ストーリー進行そのものに関わらない場所も多い。
本作の物語は全15章で構成されるが、15章はエンディング後のフリーパートであるため実質は全14章である。ルシスで旅をするオープンワールドは8章までで、ルシスを離れてストーリーが佳境に入る9章からは従来のシリーズ同様に一本道の展開を進むリニアパートとなる。過去の記憶という形でルシスに戻ることも可能で、9章以降に出現するクエストも存在する。

### 基本となるシステム
クエスト
ゲームを進める上での達成目標。ストーリー進行にかかわるメインクエストのほか、マップ上で「？」マークが表示されるキャラクターに話しかけたり、レストランで討伐依頼を受けることなどでサブクエストを受注することができる。それ以外にも特定の場所を車で走行・キャンプ・助けを呼ぶ声を聞く、といった状況で受注できる場合もある。クエストをクリアすることで、大量の経験値が得られる。
レベルアップ・ストック経験値
戦闘に勝利する・クエストをクリアするなどで得た経験値は、即座に成長に反映されるのではなくストックされる。このストックされた経験値は、宿泊するか、一部のメインクエストを完了しチャプターを終えることで、HPの回復と同時に清算され、キャラクターが成長する。ホテルなど、有料の宿泊施設で宿泊した場合、精算されるストック経験値にボーナスが加算され、高級ホテルなど高額な宿泊費を要する施設ほどボーナスの倍率が上がる。
食事
レストランで注文するか、キャンプ時に料理をして食事ができる。パラメータアップ・ステータス異常無効・獲得経験値アップなどの有益な効果が一定時間発生する。レストランではその店のメニューの中から、キャンプではイグニスがレシピを取得している料理から選択する。キャンプの場合は食材が必要だが、直火焼きトーストとほかほか備蓄米にぎり、アップデートで追加されたこんがりチーズピザは食材が無くても作れる。ただし、イグニス以外は料理が出来ず、彼が料理を作れない状態では冷えた缶詰かカップヌードルしか食べられない。
写真
ゲーム中はプロンプトがランダムで写真を撮影し、宿泊時にその日の写真の中から保存するものを選ぶ。アップデートでプレイヤーが任意のタイミングで撮影することも可能になった。

### フィールド
一般的なRPGでは、フィールド上では主人公、あるいはパーティー先頭の1人のみが描画されるが、本作ではプレイヤーが操作するノクティスだけでなく、パーティーに加わっているキャラクター全員が描画される。
マップ
本作の主な舞台となるルシス国内は「リード」「ダスカ」「クレイン」の三つの地方に分けられたオープンワールドとなっており、シームレスで繋がっている。各地にはダンジョンや拠点、キャンプ場、釣り場などが点在しており、これらを巡って冒険していく。ただし、ルシスでプレイヤーが自由に出入りできる大きな街はレスタルムのみであり、それ以外はガソリンスタンドやレストラン、ショップなどが設営された小さな拠点となる。
ルシス以外の地域はストーリー後半のリニアパートで向かう事になり、従来のシリーズ通りの限られたマップであってオープンワールドにはなっていない。
時間経過
フィールドで活動していると、画面右上に表示された時間が経過していき、20時と5時を境に昼と夜が切り替わる。夜になると序盤はオートドライブができず、シガイと呼ばれる強力なモンスターが出現するようになるなど危険なことが多い。特にシガイはドライブ中でも進路を阻むように出現するため、車に乗っていても危険を伴う。
レガリア
長距離の移動に用いられる自動車。移動方法には、任意の場所を指定して移動するオートドライブと、プレイヤーがコントローラーで操作するマニュアルドライブの二つがある。走行には現実同様に燃料を消費し、無くなると走行できなくなるため各地にあるガソリンスタンドで適宜給油する必要がある。
オートドライブは地図上の到達可能な任意のポイントやクエストの最寄りの地点、パーキングエリアを目標として設定できる。また、オートドライブ先がパーキングエリアであれば、10Gil払うことでロード時間のみでその場所に移動できる「ファストトラベル」が可能（時間も相応に経過する）。レガリアを停めてある場所に移動したり、逆にレガリアを近くに呼び出すこともできる。ガス欠の場合やハンマーヘッドに戻りたい場合は瞬時にハンマーヘッドに運んでもらう事も可能で、こちらは時間は経過しない。
グランド・セフト・オートシリーズなど他のオープンワールドゲームのような自由な走行はできず、マニュアルドライブでも道路に沿って走ることになる。プレイヤーは速度の調整、Uターン、分かれ道での進路決定をするだけで良いが、道路以外の道なき道は車を降りて徒歩やチョコボで移動しなければならない。道路に沿って走るとは言ってもプレイヤーの操作も相応に受け付けるため、操作を誤るとガードレールや他車などにぶつかることもある。ぶつかると損傷していき、損傷が酷くなると最高速度も落ちてしまう。メンテナンスはハンマーヘッドのシドニーに頼めば可能。パーツを換装したり、シドニーのクエストをこなすと入手できるパワーアップアイテムでカスタマイズすることもできる。
エンディング後に条件を満たせば、飛行が可能な「TYPE-F」に改造できる。ただし、着陸に失敗するとゲームオーバーになるため、リスクも伴う。バージョン1.11へのアップデート以降はオフロード走行が可能な「TYPE-D」への改造も可能になった。
チョコボ
序盤で特定のクエストをクリアすると搭乗可能となるシリーズ御馴染みの鳥。今作ではレンタル制になっている。レガリアに比べると移動速度は遅いが、レガリアでは到達不可能な道なき道を移動できる。レンタル期間中ならフィールドのどこでも呼び出し可能。歩く・走る・全力疾走・泳ぐといった操作が可能だが、全力疾走にはスタミナを消費する。搭乗し続けることでレベルが上がり、移動速度やスタミナが上昇したり、戦闘でサポートしてくれるようになる。レンタルの際に何日借りるかを選択し、その期間を過ぎると自動的に帰還するが再レンタルすればレベルも引き継いで利用できる。レンタル中に期間を延長することもできる。キャンプ時には従来シリーズ同様に「ギザールの野菜」を始めとする餌を与えることができる。

### 戦闘
敵は多くの場合はフィールド上に事前に配置されており、近くに寄って発見されると戦闘に入る。フィールド上でこちらを狙ってくる敵は、戦闘突入前に画面上に赤いゲージ（警戒度）が表示され、伸び切った段階で戦闘突入と判定される。戦闘は配置個所を中心とした規定の範囲内で行われ、そこから脱出することで「逃走」となり戦闘が中断される。逃走後は敵は追ってはこないが、両者が受けたダメージは時間経過によって回復する。まれに敵が範囲の外に出てしまうが、その場合でも範囲の調整は行われない。
プレイヤーは攻撃ボタンを押し続けることで、自動で連続攻撃を繰り出す。回避ボタンを押しっぱなしにすると、可能な体勢である限りほとんどの攻撃を自動的に回避してくれるが、回避の都度MPを消費する。この2つの態勢を使い分けて、敵を倒していく。
シフト・回復行動
プレイヤー、ノクティスはMPを消費し、前方に武器を投げてその場所に瞬間移動する能力、「シフト」が使用できる。敵をロックオンしている状態でシフトをすると、その敵に武器を投げつけて高速接近から攻撃する「シフトブレイク」が行える。敵との距離に比例して、シフトブレイクで与えるダメージは倍増する。
MPゲージは時間経過で回復するが、いったん0になると、回復行動を取るか一定時間が経つまでマップシフト以外のMP消費行動（シフトや回避）ができなくなる。
マップ一部の物陰など、マークが表示されるポイントの近くで回避ボタンを長押しすることで「カバー」が可能。また壁や高台など、マークが表示されるポイントを画面に映した状態でシフトボタンを長押しすることで、「マップシフト」が可能。どちらも安全な場所でほとんどの攻撃をやり過ごしながらHPが回復し続けるとともにMPは瞬時に全回復するが、マップシフトで高所にぶら下がっているときのみ、スタミナを消費する。
パリィ・リンクアタック
敵の特定の攻撃を回避ボタンで防いだ場合、プレイヤーはMPを消費せずにその攻撃をガードする。その場合、一定時間内に攻撃ボタンを押すことで、カウンター攻撃「パリィ」を繰り出して通常より高いダメージを与える。相手や防いだ攻撃によってはカウンターに失敗するとダメージを受けたり、パリィ成功時に特殊な演出が発生する場合がある。
ノクティスが片手剣・大剣・槍のいずれかを装備し、かつ仲間が近くにいる状態で「パリィカウンター」や背後からの攻撃（バックアタック）を成功させると、仲間と連携してさらに大ダメージを与える「リンクアタック」が発生する場合がある。
仲間コマンド
ノクティスは戦闘中時間経過などで増加する「コマンドゲージ」を持っており、それを一定量消費することで仲間にサポート行動を取らせることが出来る。対象の仲間が一定距離内かつ戦闘可能な状態である必要がある。コマンド実行中はその仲間に加えノクティスも無敵となる。
敵に攻撃するコマンドを成功させた場合、攻撃ボタンを押すことでノクティスが追撃できる場合がある。
魔法
炎・氷・雷のエレメントといずれかの素材アイテムを組み合わせることで、魔法を精製することができる。精製しておける魔法の数は「マジックボトル」を獲得することで増えていく。精製した魔法は武器として装備して使用することになる。非常に強力であるが、巻き込まれた仲間もダメージや状態異常を受ける、一度使うとインターバルが必要、消耗品であり使用回数が限られているといった制限がある。魔法を使ってもマジックボトルは減少せず、再度魔法の精製に使用できる。
召喚
戦闘中、窮地に陥って一定の条件を満たすことで、ゲーム画面上背景に変化が現れて合図が表示され、L2のみを長押しすると六神を召喚して敵全体に大ダメージを与える。本作で召喚可能なのはカーバンクル、ラムウ、タイタン、リヴァイアサン、シヴァの5体からランダムで1体のみである。
本作の召喚獣に相当する六神はその名の通り、「星の力」を象徴する神に等しい存在であるとされる。
ファントムソード
王家の力を持つ特別な武器。ノクティスのみ扱うことができる。合計13種類存在し、それらを集めることで強力な攻撃をすることができる。また、『ロイヤルエディション』では「真・ファントムソード」というシステムが追加され、すべてのファントムソードを集めることで高火力の攻撃を繰り出すことができるようになるが、必ずしもすべてのファントムソードを集める必要はない。
ダメージ
敵の攻撃を受けるとHPが減少し、HPが尽きると「ピンチ状態」になる。ピンチ状態では動きが鈍ってMPを消費する行動ができなくなり、さらに攻撃を受けるほか時間経過でも最大HPが減少する。仲間が救助するか、HP回復アイテムを使うことでピンチ状態から復帰できる。
最大HPが0になると戦闘不能になり、回復アイテムを使うか戦闘が終了しない限り復帰できなくなる。ただし一部を除くシガイからの攻撃を受けた場合、最大HPが直接減少してしまう。ごく一部の攻撃には即死の状態異常があり、それを受けた場合は即座に最大HPが0になってしまう。
プレイヤーであるノクティスが戦闘不能になるとゲームオーバーとなるが、復活アイテムを使用する猶予は存在する。
ウェイトモード
オプションで設定可能なモード。難易度と同様に変更に当たっての制限はなく、戦闘中でも任意に解除可能。
通常の「アクティブ」がアクションRPGとして常に動き回るのに対し、ウェイトモードでは戦闘中にコントローラーを操作しなければ画面が停止しターゲットの変更などを余裕をもって決められる、コマンド式RPGに近づいたモードとなる。ただし停止中はウェイトゲージを少しずつ消費し続けており、これが尽きるとアクティブモードと同じ状態に戻ってしまう。
またウェイトモードでの停止中に敵をしばらくロックオンし続けることで、HP数値や弱点を知ることができる。MPは消費しないが、解析しきるのに多少時間がかかる（実際の時間は経過しないので、ウェイトゲージを一定量消費するという形でのコストとなる）。

### MOD
『ウィンドウズエディション』では、2018年6月に実施されたアップデートにより、MOD管理ツール『FINAL FANTASY XV WINDOWS EDITION MOD ORGANIZER』が配信された。これにより、衣装や武器などを作成したり、パラメーター調整を行うことができる。Steam版では、Steam Work ShopにMODをアップロードすることもできる。

## 設定
イオス
本作の舞台となる惑星。魔法やモンスターが存在するファンタジー的世界ではあるが、アスファルトの道路が舗装されて自動車が行き交い、テレビ、ラジオ、スマートフォンなどの電子機器も存在するなど、文明レベルは現代の現実世界と比べても遜色ないほどに発達しており、中にはニフルハイム帝国のような現実以上に機械文明の発達した国もある。
「星の病」と呼ばれる災厄に見舞われており、日に日に夜が長くなる上に夜には「シガイ」と呼ばれる凶悪な怪物が現れては人々を襲っている。
ルシス王国
ノクティスの父であるレギスが治める魔法文明の王国。クリスタルを保有する。ニフルハイムに唯一抵抗を続けている国家だが、魔法障壁を展開している王都インソムニア以外はほぼ帝国に制圧されている状態にある。大都市である王都以外には広大な大自然が広がっている。公用語は日本語と英語で、作中では両方の表記が見られる。
王都インソムニア
ルシス王国の首都。巨大な島の上に建造され、高い壁で周囲を囲まれている。さらに魔法障壁によって守られ、ニフルハイム帝国の攻撃を防ぎ続ける唯一の地となっていた。現代の新宿区のような街並みで高層ビルが立ち並び、国王の住まう王都城も新宿にある東京都庁舎に似た外観となっている。
ニフルハイム帝国との停戦協定の調印式当日、裏切った帝国の奇襲を受ける。帝国軍の侵攻に加え、巨大シガイ・ダイヤウェポンと第一魔法障壁の激突で多大な被害を出した末に陥落。クリスタルは奪われ、帝国の制圧下に置かれてしまう。生き残った住民は難民と化し、ルナフレーナはそれに紛れて王都を離れている。
帝国も崩壊した10年後の世界では既に打ち捨てられた廃墟の街と化しており、強大なシガイや暴走した魔導兵が徘徊している。本作のラストダンジョンであり、ロイヤルエディションでは多数のイベントや敵、マップが追加されている。
レスタルム
クレイン地方に存在する都市。ハバナがモチーフ。メテオの周囲に飛散した破片を利用して発電を行っており、街の奥にはイチネリス鉱業という企業が運営する巨大な発電所がある。この発電所の従業員は大半が女性であり、その関係で街にはたくましい体つきの女性が多い。オープンワールド上に存在する唯一の都市であり、ノクティス達のルシスにおける当面の拠点となる。
世界が夜の闇に閉ざされても光を確保できる稀有な場所であり、物語終盤に世界各地に避難勧告を出して世界各地から避難民が押し寄せた結果、10年後には人類の一大拠点となっている。
「FFXV オンライン拡張パック：戦友」でも拠点として登場。
ニフルハイム帝国
ルシスと戦争を続けている、機械文明の軍事大国。首都は帝都グラレア。神話の時代に存在したというソルハイムの遺物を継承して魔導文明を再建した。軍の隊長クラスにこそ人間が就いているが、配下の兵士は機械などでできた魔導兵で占められ、圧倒的な物量を誇る。さらには制御下に置いたシガイをも生物兵器として戦線に投入している。クリスタルを手中に収めるべくその軍事力で他国に侵攻し、属州としているがルシスだけは魔法障壁に阻まれて王都を落とせずにいた。停戦協定を結ぶことで長き戦いに終始を打つ事をルシス側に提案するも、調印式当日に約束を翻して強襲し、王都インソムニアを陥落させてクリスタルを奪った。
しかし結局は皇帝の野心をアーデンに利用されているに過ぎず、オルティシエの事件の後はアーデンによってシガイや魔導兵が暴走させられ、さらに要人も次々とシガイ化された事で崩壊の一途を辿り、ノクティス達がグラレアに到着した時には既に壊滅状態にあった。
テネブラエ
ニフルハイム帝国の属州。12年前にテネブラエを訪れていたルシス王族を狙ったニフルハイム帝国軍の襲撃で当主シルヴァが殺害され、以降帝国の管理下に置かれている。
アコルド自由都市連合
ルシスとニフルハイムの中間に位置する国で、150年前からニフルハイムの属国となっている。首都はオルティシエ。水神リヴァイアサンが信仰の対象となっている。
オルティシエ
アコルドの首都。ヴェネツィアをモチーフとした水の都であり、町中を流れる河川をゴンドラを使って移動する。ゲーム中の移動可能範囲は全体の一部ながらオープンワールドではないフィールドとしてはかなりの面積を誇り、通路や階段が入り組んだ立体的で複雑な構造から、歩いて回るだけでも相応の時間が掛かる。カフェや船上市場、公園、闘技場などが存在する。ノクティスとルナフレーナの結婚式はこの街で行われる予定だった。リヴァイアサンとの誓約の際にニフルハイム軍との大規模な戦闘の舞台となり、多大な被害を被った。
レガリア
国王レギスの愛車である高級車。普段はオープンカーだが開閉式ルーフを備えており、雨天時には自動的に屋根が展開する。晴天時なら任意に開閉も可能。ノクティス一行の主な移動手段となる。ノクティスにとっては父の形見でもあり、作中でも愛着を窺わせる。オルティシエ以降はノクティス達の乗る列車に積まれていたが、最後は敵の猛攻を受けつつ帝都グラレアに突入し、ノクティス達を送り届けると共に大破。その役目を終えた。ゲームではロイヤルエディションでスペアカーが届けられるだけでその後は不明だが、小説『FFXV The Dawn of Future』のエピローグではシドニーによって修繕された事が語られている。
クリスタル
ルシス王国が所持している聖石。かつて神々が光耀の指輪と共に人間に与えたとされ、星の危機が迫る時「真の王」を選ぶと言われている。ルシスはクリスタルの魔力で魔法文明を築き、繁栄させてきた。インソムニア陥落の際にニフルハイムに奪われる。
色は紫で内部は小さな結晶がびっしりと生えたグロテスクな様相であり、従来シリーズのイメージとは大きく異なっている。15年前にノクティスを「真の王」として選んだ。2000年前には自ら身を削って人々を救っていたアーデンを「不浄な存在」として拒絶し、弟のソムヌスを初代国王に選んだが、それがアーデンとその後の世界の運命を歪める結果となった（ただし、それが元より剣神バハムートの計画だった）。
光耀の指輪
ルシスの国王に代々受け継がれてきた指輪。クリスタルと共に六神から贈られたものと伝えられており、歴代王の魂が宿っている。資格のある者がこの指輪を嵌めることでクリスタルから強大な魔力を引き出して行使することができる。資格無き者が嵌めると全身を炎で焼かれて死亡する（レイヴスは左腕だけで済んでいる）。しかし資格無き者でも歴代王の魂を説得できれば、多大な代償と引き換えに使用することも不可能ではない。
六神
神話の時代にルシス王や神凪と共に星の危機に立ち向かったとされる、六柱の神。巨神タイタン、雷神ラムウ、水神リヴァイアサン、氷神シヴァ、炎神イフリート、剣神バハムートの六体だが、イフリートは神話の時代に他の神を裏切って魔大戦を起こしたため、「裏切り者の神」と呼ばれている。
二十四使
六神の忠実な使い。六神は神凪を通じて人間と意思疎通を図っていたが、六神が人の前に直接姿を見せることはめったにない。そのため六神は、使いである二十四使に自分達の意志を伝え、二十四使が橋渡し役となって六神の意志を神凪に伝えていた。
神凪（かんなぎ）
神と言葉を交わし、世界に浄化と安定を齎す存在として敬愛される存在。テネブラエ王国のフルーレ家に生まれる王女が代々その役割を担う。就任前にはラルムエールという地にある修行場にて様々な厳しい修行を行う。星の意思を介することで六神と会話し、目覚めさせることが出来るが小説によるとこれは神凪の命を削る行為であると言う。クリスタルに選ばれし「真の王」の支えとなる使命も背負っており、また、死後もその身は神格を得て、神凪であり続けるという。
シガイ
夜間や洞窟等の暗闇から現れる怪物の総称。暗闇であればどこからともなく現れるため、夜間における移動や外出は危険とされている。その正体はプラスモディウム変異体と呼ばれる寄生虫に感染した人間や生物の成れの果てであり、感染した者は衣服等を残した状態で消滅し、シガイへと変貌してしまう。シガイは太陽光を吸収する黒色粒子を撒き散らしており、これが高濃度となってオゾン層と入れ替わる形で太陽光を遮断してしまい、作中での夜の時間が長くなる原因となっている。
作中ではシガイ化が始まっていると思しき老人をルナフレーナが神凪の力で治癒するシーンがあるが、これは本人の治癒力を高めているものであり、シガイ化を遅らせる事はできても完全な治療はできない。シガイ化した者を完全に元に戻す唯一の方法は、アーデンが過去に行っていたようにプラスモディウム変異体を吸収して抜き取ってしまう事のみである。
大半はプリン、ボム、鉄巨人など従来のファイナルファンタジーシリーズでお馴染みのモンスターであり、本作ではこれらがシガイという設定となっている。
魔導兵
ニフルハイム帝国で量産・運用されている機械兵士。完全な戦闘兵器である魔導アーマーに対し、こちらは単なるロボットではなくシガイ化している人間を使った魔導コアを動力源としている事、その魔導コアとは開発者であるヴァーサタイルの遺伝子から生み出されたクローンベビーであることが「FFXV エピソード プロンプト」にて判明する。発案者はアーデン。
星の病
イオスを襲っている災厄。日を追う毎に夜が長くなり、いずれは永遠に夜の明けない闇の世界と化してしまう。さらに夜の闇の中ではシガイが蔓延るようになる。原因は上述したプラスモディウム変異体と黒色粒子による太陽光の遮断だが、その根本的な発生原因は不明。
真の王
世界の危機に際し、ルシス王家の中からクリスタルに選ばれる者。本編の15年前にノクティスが選ばれた。クリスタルの中で剣神バハムートより啓示を受け、「全てを浄化する力」によって世界を救う使命を負う。選ばれた者はクリスタルの中で眠りに就き、10年もの時を掛けて光耀の指輪にクリスタルの力を蓄えることで真の王となる。しかし「全てを浄化する力」とは自身の命と引き換えに放つものであり、真の王は使命を果たすと必ず死亡する運命にある。即ち、真の王とは字面通りの「真に人々を導く為政者」ではなく、「神に選ばれた、世界を救うための生贄」である。
魔大戦
神話の時代、炎神イフリートの裏切りによって勃発した神々の戦い。この戦いで当時栄華を極めたソルハイムは滅びている。
実は元々はイフリートの方が人間の可能性を信じて知恵の炎を与え、その結果奢り高ぶったソルハイムが神々を排斥しようとした為に怒ったイフリートが星ごと焼き払って人間を滅ぼそうとしたのが真相である。この戦いでソルハイムは滅びたがイフリートは倒され、残る神々も眠りに就いた。
小説『FFXV The Dawn of Future』ではさらに隠された真実が明らかになる。人と神の戦いに嫌気が差した剣神バハムートは、シガイの力と依り代としての神凪の力を使って放つ究極召喚「テラフレア」によって全てを滅ぼそうとし、他の神々が辛うじて押しとどめて星を守った結果、力を使い果たした神々は眠りに就いたのであった。
魔法障壁
クリスタルの力で展開する障壁で、第一と第二が存在する。王都インソムニアには150年前から第二魔法障壁が張られており、外敵の攻撃から守られていた。しかし、指輪によって魔力を引き出すことは生命力の低下を招くため、魔法障壁を展開し続けてきたレギスもまたその代償で老化が進んでいる。第一魔法障壁はより膨大な魔力を消費し、歴代王の魂を巨大な騎士像に宿らせて戦わせるという「障壁」とは名ばかりのもので、「ナイツオブラウンド」とも呼ばれる。映画『キングスグレイブ ファイナルファンタジーXV』では、王都陥落時にニックスが自身の命と引き換えに発動した。DLC『FFXV エピソード アーデン』では夜叉王（ソムヌス）の第一魔法障壁がラストボスとなる。
王の剣
レギス国王直属の特殊部隊。難民の中から優秀な人材を集めて結成されている。レギスにより力を分け与えられているため、魔法やシフトが使用できる。しかし元が難民であるため、故郷の奪還に燃える心を利用されて戦場に送り込まれている側面も強く、隊員達にはレギスに反抗心を抱く者も少なくない。彼らにとって和平調停における「インソムニア以外の領地の放棄」は故郷の斬り捨てに外ならず、それによって王家への信頼が失墜した事で多くの裏切り者を出し、帝国のインソムニア侵攻を大きく助長する事になってしまった。
映画『キングスグレイブ ファイナルファンタジーXV』終了時点でほぼ壊滅しているため、本編ではほとんど触れられる事は無い。「FFXV オンライン拡張パック：戦友」では王都陥落時に裏切らずいまだ王家に忠誠を誓い続けている生き残り達が登場し、夜の闇に包まれた世界で人々の為に奮闘している。
対をなす世界
小説『FFXV The Dawn of Future』で明かされた設定。エンディングでノクティスがアーデンを倒した空間であり、クリスタルから繋がる場所。人の身では行くことができず、光耀の指輪によって人ではなくなった真の王のみが歴代王の魂と共に行くことができる。アーデンは2千年前にクリスタルに拒絶された際、魂のみがこの世界に囚われていた。アーデンの不死はこの為であり、エンディングで描かれたのは対をなす世界に渡ったノクティスがアーデンの魂を滅する様子である。

## あらすじ
世界は「星の病」に侵されていた。そのため、夜は徐々に長くなり、「シガイ」と呼ばれる強力なモンスターたちが暗闇に蔓延るようになっていた。そんな中、ルシス王国とニフルハイム帝国の間で長く続いた戦争が終わろうとしていた。
停戦協定の調印式を数日後に控えたルシス王子ノクティスは、その和平の証として帝国属州テネブラエの令嬢ルナフレーナと結婚式を執り行うため、王の盾と呼ばれる親衛隊グラディオラス、王子の御側付きで参謀役のイグニス、陽気なムードメイカーの親友プロンプトら、3人の仲間たちと共に王都を発つ。
だが、調印式当日。ニフルハイムはルシスを裏切り、ルシスの王都インソムニアを襲撃してクリスタルを強奪した。王都の陥落と父の死を知ったノクティスたちは、コル将軍の助言でクリスタルを奪還する力を得るため、愛車レガリアで各地に点在する王墓を回りながら「王家の力」を集める旅に出る。
道中、ノクティスは頻繁に頭痛に襲われるようになる。アーデンと名乗る男が「それは巨神が呼んでいるのだ」と語り、一行は彼の勧めにより巨神タイタンのもとを訪れる。その後アーデンは帝国の宰相だと判明し、ノクティスは二十四使のゲンティアナに巨神以外の「六神の力」をも得るよう伝えられる。雷神ラムウの力を得たのち、帝国軍との攻防や歴代王の武器・ファントムソードの探索を経つつ、ルナフレーナとの約束を果たすために一行は水の都オルティシエを目指す。
ルナフレーナの協力の末、ノクティスは水神リヴァイアサンの力も得るが、帝国の激しい襲撃とアーデンの策略によりルナフレーナは死亡、イグニスは失明する。婚約者を亡くしたノクティスは「王として世界を救う」ことに迷いを抱くようになり、一行は気持ちがすれ違うようになるが、イグニスの「足手まといだとしても、旅は続けたい」という素直な言葉により和解する。
ノクティスは王としての自覚が足りないまま、アーデンの罠めいた挑発に応じ、帝国の首都グラレアに向かう。その途中、またもアーデンの策略でプロンプトと引き離されつつも、ゲンティアナの正体であった氷神シヴァの協力も得、レガリアの犠牲によってついに帝国軍の拠点・ジグナタス要塞にたどり着く。しかし帝国は既にアーデンの手によって崩壊していた。ノクティスは奪われたクリスタルと対面して力を求めるも、そのクリスタルに飲み込まれ、真の王になるため長い眠りにつく。星の病により、世界は闇に包まれた。
クリスタルの中で、ノクティスは剣神バハムートにより真の王の使命を聞かされる。それは「自身の命を引き換えに世界を救う事」だった。ショックを受けながらもその運命を受け入れたノクティスは、真の王として目を覚ます。外の世界は既に10年の歳月が流れていた。かつての仲間たちと再会したノクティスは、王都奪還のためインソムニアへ向かう。
シガイ化してアーデンの下僕と成り果てた炎神イフリートを破り、ノクティスは変わり果てた我が家・王都城でアーデンと対峙する。王座で待つアーデンは、自らこそが「ルシスの初代王」になるはずだったが、シガイ化から人々を救った結果「穢れた」と見なされ、クリスタルに「王」として選ばれたのは弟のソムヌスであったと語る。彼の目的は真の王となったノクティスを殺すことであり、全ては自身の運命を狂わせたルシス王家への復讐のためだったのだ。
激しい戦闘の末にアーデンを倒したノクティスは、歴代の王の力を一身に受けてクリスタルの力を解放して、星の病を打ち破る。一人の若き王の犠牲と引き換えに、世界には再び朝が訪れるのであった。

## 登場人物

### 主要人物
ノクティス・ルシス・チェラム（Noctis Lucis Caelum）
声 - 鈴木達央、佐藤美由希（幼少期）
モーションアクター - 原田琢磨
本作の主人公。ルシス王国の王子であり、次期王位継承者。年齢は20歳。愛称は「ノクト」。一人称は「オレ（幼い頃は「僕」となっていた）」、または稀に漢字で「俺」と言うのもある。二人称は「おまえ・あんた」。プロンプト・グラディオラス・イグニス・イリスからは「ノクト」、国王関係者からは「ノクティス王子」、ルナフレーナからは「ノクティス様」と呼ばれている。
自身の母は幼い頃に亡くなっており、父王レギスが一人で育ててきた。プライドが高い自信家で自分は「強い」と思い込んでいるが、周りに対しては人見知りで照れ屋なごく普通の青年。クールでも熱血でもなく、照れているのに冷静さを装ったりと、表に現れる言葉と裏の感情が一致しないが、子供や動物相手だと比較的素直に優しい面を見せる。ツンデレ。無類の釣り好き。
15年前、クリスタルによって「真の王」に選ばれ、星を脅かす敵から世界を救う使命を持つ。しかしそれは自身の命と引き換えに果たされるものであり、世界のために死ぬという宿命を背負わされている。
ルナフレーナとの結婚式のために王都を発つも、旅先にて王都の陥落と父の死を知り、クリスタルを帝国から奪還するべく打倒帝国の旅に出る。しかしオルティシエにてルナフレーナを喪い、託された光耀の指輪も重圧故に嵌める事ができず消沈し続ける。仲間と共に帝国に乗り込んだ末にクリスタルに10年間取り込まれ、その中で剣神バハムートにより「真の王」の使命を知らされ、自らの運命を受け入れて外の世界に舞い戻り、再会した仲間達と共にアーデンの待つインソムニアへと向かう。最期は死闘の末にアーデンの肉体と魂の両方を打ち滅ぼし、「真の王」の力を解放して星の病を消し去った後に光となって消滅した。
固有スキルとして、特定の釣りポイントで「釣り」を行うことができる。スキルレベルが上がると釣りでヒットしやすくなったりラインの耐久力が下がりにくくなる。
武器は基本的になんでも4つまで装備でき、バトルでは装備している武器を目標に投げて瞬間移動する『シフトブレイク』と呼ばれる能力を使うことができる。
開発中止になったDLC「エピソード ノクティス」に相当する小説『FFXV The Dawn of Future』の「最後の剣」ではルナフレーナの生存を知ったことで、犠牲の上に成り立つ自身の使命を拒否し、全ての犠牲を押し付けた傲慢なる神・バハムートに反抗。仲間達や他の六神と協力して本当の最終決戦に挑み、バハムートを打ち倒す形でクリスタルごと星の病を滅ぼし、世界に夜明けをもたらした。
他には『いただきストリート 30fn DQ&FF』や『ディシディア ファイナルファンタジー』にも登場する。
グラディオラス・アミシティア（Gladiolus Amicitia）
声 - 三宅健太
モーションアクター - 小幡誠
王家の「盾」として代々その任に着く、アミシティア家の総領。年齢は23歳。一人称は「オレ」。二人称は「おまえ・あんた」など。
かつて親衛隊兼剣術指南役を務めたノクティスとは、幼い頃から家柄を越えて兄弟のように育ってきた。短気で熱血漢。愛称は「グラディオ」。アウトドア好きでキャンプの技術やサバイバルの知識に長けており、テントの設営も主に彼の仕事。カップヌードルが好物。父のクレイラスはルシスの宰相でレギスの幼馴染だが、王都陥落時にグラウカ将軍によって殺害されている。
中盤、レイヴスに敗北したことで自分の力不足を痛感し、パーティーを離れて別行動を始める。しばらくの後、顔に大きな傷跡を付けてノクティス達の元へ戻ってくる。しかしオルティシエの一件の後は意気消沈し続けるノクティスを激しく責め立て、両者のすれ違いからパーティーを険悪な雰囲気で包んでしまう。
ジグナタス要塞ではノクティスとはぐれ、イグニスと共に侵入する。アップデートにて、この際に彼の立場でプレイすることが可能になり、ノクティス視点では明かされなかった皇帝の目的やレイヴスの最期が描かれる。
固有スキル「サバイバル」により戦闘終了後にアイテムを拾うことがある。歩いた距離によってスキルレベルが上がり、拾う物の質がアップしていく。
メイン武器は大剣、サブ武器は盾。HPと防御力が高く、広範囲に大ダメージを与えるコマンドが多い。プレイヤー操作時は、敵の攻撃をガードすることによって攻撃力の倍率を上げていくスタイルを取る。「FFXV エピソード グラディオラス」では朽ちた柱を引き抜いて振り回すと言った豪快な攻撃方法も可能。
「FFXV エピソード グラディオラス」では別行動時の姿が描かれる。コルと共にテルパの爪痕へ向かい、苦闘の末に剣聖ギルガメッシュの試練を乗り越えた。顔の傷はこの際にギルガメッシュに付けられたものである。
イグニス・スキエンティア（Ignis Scientia）
声 - 宮野真守
モーションアクター - 照井直樹
幼少よりノクティスと共に育てられた、彼の御側付き。年齢は22歳。一人称は「オレ」。
不器用なノクティスをフォローし、相談にも乗る理解者。冷静で頭の回転が早く、真面目な性格。博識で料理が得意。しかしオルティシエの戦いで失明してしまい、移動が不自由になって戦闘能力も大幅に低下し、以降は料理も作れなくなってしまう。さらにオルティシエの一件以来のノクティスとグラディオラスの不和を増幅させる結果にもなっていたが、最終的に彼自身の訴えが仲間達を仲を取り持つことになった。その後は徐々に視覚以外の感覚を研ぎ澄ませていき、10年後の世界では失明前と全く遜色ない動きができるようになっているばかりか、料理も再び行えるようになっている。
固有スキルの「料理」はキャンプ時に発揮され、入手した食材を使用してステータスに補正を加えることができる。スキルレベルの上昇、新しい食材の獲得やレストランでの食事、料理本を買う、一般人の食事を見るなどで新しいレシピを閃く。
メイン武器はナイフ、サブ武器は槍。HPはプロンプトに次いで低く、サポート系のコマンドが多い。プレイヤー操作時は炎、氷、雷の三つの属性による攻撃を使い分けて戦うことができる。
「FFXV エピソード イグニス」ではオルティシエの事件における彼の軌跡が描かれる。レイヴスとの共闘と衝突を経て、最後はアーデンからノクティスを守るべく光耀の指輪を嵌め、強大な力でアーデンを撃退したもののその代償で光を失ってしまった。また、この際にノクティスの未来を知った事と、それを危惧して一度は「旅はここまでにしないか？」と提案していた事、そして最後までノクティスには真実を告げられず後悔していた事が語られた。
プロンプト・アージェンタム（Prompto Argentum）
声 - 柿原徹也、金田アキ（幼少期〈Webアニメ〉）
モーションアクター - 伊藤裕一
ノクティスの高校時代からの親友。年齢は20歳。一人称は「オレ」、敬語を会話するときは「ボク」と言うこともある。
明るく陽気な性格で、一行のムードメーカー的な存在。他の3人と違って一般人であることに内心では引け目を感じており、その分仲間の役に立ちたいと願っている。
終盤、アーデンの策略によって列車から転落し、行方不明になるが、後にジグナタス要塞にて幽閉されていたところをノクティス達に救出される。その際に実はニフルハイム出身だった事とその負い目を打ち明けるも、ノクティス達には全く認識を変えられる事は無く、元の性格を取り戻す。
固有スキル「フォト」によって作中の様々なシーンを撮影しており、宿泊時などに確認できる。スキルレベルが上がると写真への演出・調整が使用できるようになる。
メイン武器は銃、サブ武器はマシンナリィ。HPが最も低いが、射撃武器により素早い・小型・空中の敵に対して高い対応力を持つ。プレイヤー操作時はサードパーソン・シューティングゲームのように狙いを付けて銃器を撃つことができる。ただし、「FFXV エピソード プロンプト」で使用できるスナイパーライフルは本編では使えない。
「FFXV エピソード プロンプト」では列車から転落してからの様子が描かれる。実は彼の正体は、ヴァーサタイルの遺伝子から作り出された魔導兵のクローンベビーであり、それを知らされた際にヴァーサタイルを咄嗟に射殺。自身の出自に思い悩んでいたところをアラネアの叱責を受けて奮起し、巨大兵器として蘇ったヴァーサタイルを倒して過去に決着を付けた。その後、ノクティス達の元へ向かう途中で捕まり、ジグナタス要塞に幽閉された。
ルナフレーナ・ノックス・フルーレ（Lunafrena Nox Fleuret）
声 - 北川里奈
モーションアクター - 義達祐未
本作のヒロイン。年齢は24歳。一人称は「わたし」。二人称は「あなた」。
神と対話し世界の浄化を担う「神凪」の巫女で、世界中の人々から敬愛を持って支持されている。他人に「〇〇様」と「様」付けで呼ぶことも多い（ノクティスなど）。婚約者であるノクティスとは幼少時からお互い親しく思っており、12年前の帝国によるテネブラエ襲撃以来会ってはいないが、アンブラを通じて手帳を交換し合う文通のような交流を続けてきた。ノクティスからの愛称は「ルーナ」と呼ばれている。
王都陥落時にはニックスやリベルトの尽力で脱出に成功し、その後はノクティスのために誓約（うけい）を行うべく各地を廻っていた。オルティシエでようやくノクティスと再会が果たされると思われた矢先、リヴァイアサンとの誓約を行なった直後にアーデンによって殺害されてしまう。アップデートによって、生前の彼女が「後悔はないが、昔のようにノクティスと一緒に生きたかった」という心中を打ち明ける回想シーンが追加された。
開発中止になったDLC「エピソード ルナフレーナ」に相当する小説『FFXV The Dawn of Future』の「自由への選択」では剣神バハムートによって再び命を与えられて蘇り、自身の新たな使命を果たす事がノクティスの運命を変えると信じて行動を起こす。こちらではかつてのアーデンのようにシガイを吸収する力で戦う様子が描かれているが、同時に自身も徐々にシガイに蝕まれていく。しかしソルと旅をするうちに運命に従う事に疑問を抱き、エイラの魂やゲンティアナに真実を聞かされた事でアーデンとの対話を決意する。魔大戦の時のようにテラフレアを撃てばバハムートは眠りに就くのではないかと考え、アーデンに協力を訴えるも一蹴され、嗾けられたイフリートをシガイ化から解放して間も無く完全にシガイ化。バハムートにテラフレア発動へと利用されるが、それによってシガイを抜かれて人間に戻る。バハムートの死後は再び命を失うも、ゲンティアナ（シヴァ）の最後の力でまた命を授かり、本当の意味でノクティスとの再会を果たした。

### ルシス王族と関係者
レギス・ルシス・チェラム（Regis Lucis Caelum）
声 - 磯部勉
ノクティスの父。ルシス王国113代国王。年齢は50歳だが、クリスタルの力を用いて王都を守ってきたため、その代償として老化が進んでいる。
結婚式に向かう息子を笑って送り出すも、それからほどなく王都陥落と共に訃報が報道される。
実は最初から帝国が和平交渉を翻す事を予測しており、王宮で帝国を迎え撃つつもりであった。しかし敵の圧倒的な戦力や王の剣の裏切りによって王都は陥落。ニックスに光耀の指輪とルナフレーナを託し、自身は命を落とした。
ノクティスに関しては王族らしからぬ甘く奔放な育て方をし、それに関して批判を受ける事もあったが、これは息子の真の王としての運命を知っていたが故に、せめてそれまでは自由に生きて欲しいという意思の表れである。
コル・リオニス（Cor Leonis）
声 - 東地宏樹
モーションアクター - Kurosawa Koji
王都警護隊隊長。年齢は45歳。
ルシス3強に数えられるほどの実力で、「不死将軍」の異名を持つ。30年前にギルガメッシュの試練を受けた事があるが敗北している。しかしギルガメッシュの試練からの唯一の生還者であり、弱冠15歳の時点でギルガメッシュの腕を切り落とすほどの猛者であった。王都陥落後にノクティス達と合流し、一時的にノクティス一行の旅に同行する。「FFXV エピソード グラディオラス」でも同行者となる。ノクティス不在の10年間はアラネアと共に戦闘員達を指揮する立場となっていた。ロイヤルエディションでは終盤に出番が追加されている。

### ニフルハイム帝国
イドラ・エルダーキャプト（Iedola Aldercapt）
声 - 飯塚昭三
ニフルハイム帝国の皇帝にて、覇権主義者。ルシス王国に停戦協定を持ち掛けて来たが、和平協定調印式の場で約束を翻し、インソムニアへの侵攻を開始。王都を陥落させてクリスタルを奪った。しかし最終的にはアーデンによって帝国を滅ぼされ、自身もシガイ「フォラス」と化した後、ノクティス達にその正体も知られぬまま討たれる。本編ではほぼ姿を見せず、ノクティス達ともイドラとしては直接対峙することはない。
元々は善政を敷き、民にも慕われる良き為政者であった。しかし后が出産によって衰弱死してからは失意に暮れ、そこをアーデンに付け込まれた事で非道な暴君へと変貌していった。
アーデン・イズニア（Ardyn Izunia）
声 - 藤原啓治
モーションアクター - 小川輝晃
本作の最終ボス。ニフルハイム帝国を政治面で取り仕切る宰相。一人称は「オレ」。二人称は「キミ・おまえ」など。
一見するとつかみ所のない飄々とした人物だが本性は冷酷非道であり、その内面には底知れぬ憎悪が渦巻いている。肉体はシガイ化しているため不老不死であり、いかなる攻撃を以っても殺すことができない。
約2000年前にルシスの初代王になるはずだった人間であり、本名は「アーデン・ルシス・チェラム（Ardyn Lucis Caelum）」。当時は生まれ持った「寄生虫を吸収して体内に取り込む力」によって身を削りながら人々をシガイ化から救っていた聖者の如き人物だった。しかしその結果「穢れた」と見なされ、クリスタルに「王」として選ばれたのは弟のソムヌスであった。さらに婚約者であったエイラを殺され、絶望から完全にシガイ化した上にクリスタルにも拒絶された挙句、最後はソムヌスによって討たれた。しかしそれでも死ぬことはなく、ルシスの禁忌「アダギウム」として神影島に幽閉され、以来、2000年に渡って絶望に苛まれ続けた末に帝国によって救出され、ルシス王家への復讐を果たすべく行動を始めた。その飄々とした態度も、相手をシガイ化する事によってその記憶を取り込み続けた結果、どれが本当の自分であるか分からなくなっている事に由る。
当初はノクティス達を導いたり支援するなど真意の読めない行動を取るも、全ては「真の王となったノクティスを殺す」ためであり、そのために皇帝を唆してルシスに侵攻させたり魔導兵によって帝国の軍備を増強したりと、長い時間を掛けて用意周到に準備を重ねてきた。やがて本性を現し、ルナフレーナの殺害や人々をシガイ化させて帝国を滅ぼすなど暴虐を重ね、その行動の果てについにはイオスは明けない夜の闇に包み込まれてしまう。10年の後、廃墟と化したインソムニアにてノクティスを待ち受ける。最後はノクティスとの一騎打ちの末に敗北。現実世界で肉体が消滅した後、「対をなす世界」にてノクティスと歴代王によって魂も滅ぼされ、完全なる死を迎えた。
「FFXV エピソード アーデン」でのみ操作できる。ノクティス同様の武器召喚やシフトの他、シガイによる力を行使して高速移動や敵をシガイ化させると言った行動が可能。幽閉から解放された当初は無気力だったが、ヴァーサタイルに焚きつけられた事で復讐鬼と化し、インソムニアで虐殺を行う。しかし、実は自身の力は剣神バハムートに与えられたものであり、クリスタルに拒絶されたことも全てアーデンを「闇をもたらす者」として世界に闇を広げさせ、それによって「真の王」の成長を促し、最後は「真の王」に倒される事で星の病を一掃する計画のためであった事が明かされる。自分もまた神の生贄に過ぎないと知った事で激怒し、「運命に従う」か「運命に抗う」かの選択を下す。
ゲームではどちらを選んでも結末は変わらないが、小説『FFXV The Dawn of Future』では彼が自身の運命に反抗したことで変化した未来が描かれる。神や運命への復讐心から「真の王」を以っても払えないほど闇を広げてしまうが、それがルナフレーナの復活やノクティスの奮起を促す事になった。インソムニアではルナフレーナと対面し、バハムートを止めるための協力を求める彼女の訴えにも耳を貸さなかったが、最大の復讐相手であるバハムートに抗う事には関心を示し、ルナフレーナの言う「バハムートを眠らせる」よりも確実な「バハムートを殺す」方法を取るべく、光耀の指輪を奪おうとノクティスの前に立ちはだかる。その後、ノクティスへの敗北とソムヌスとの和解を経て協力を承諾。存在と引き換えに「対をなす世界」に赴くという本来のノクティスの役割を請け負い、ソムヌスを始めとする歴代王の魂と共に「対をなす世界」側のバハムートを倒して復讐を果たした後、エイラの声を聞きながら塵となって消滅した。
レイヴス・ノックス・フルーレ（Ravus Nox Fleuret）
声 - 中村悠一
モーションアクター - 中村龍介
ルナフレーナの兄。年齢は28歳。一人称は「私」など。二人称は「おまえ」。
12年前の帝国による襲撃で母と祖国を失い、現在はニフルハイム帝国で将軍を務める。母を殺された際にレギスに助けを求めるも、彼が幼いノクティスを連れてそのまま逃走したことから（元より帝国の狙いがレギス達であったこともあり）ルシス王家に強い憎しみを抱いている。その一方で妹のルナフレーナに対しては身を案じるなど強い思いやりを見せる。左腕が義手になっているが、これは王都襲撃時に光耀の指輪に焼かれたため。
オルティシエの騒動の後は軍に多大な損害を出した責を問われて処刑されたことがラジオで放送されるが、後にジグナタス要塞にてシガイ化した状態でノクティスへと襲いかかり、僅かに残った自我で自分を殺すように訴える。
本編では行動理念や死亡の経緯がほとんど明かされないが、「FFXV エピソード イグニス」と第13章グラディオラス編では彼の真意と心情の変化が描かれる。オルティシエではルナフレーナを救出するべくイグニスに協力するも助けることができず、一時はノクティスに怒りの矛先を向けるが、イグニスとの対決や失明してでもノクティスを守ろうとする彼の悲壮な決意を前に、自身も神凪の使命を果たすことを決意。しかし皇帝に直訴したことでシガイを嗾けられて重傷を負い、ノクティスに化けたアーデンを偽物と見抜けずレギスの剣を渡そうとした所を殺害された。
「FFXV エピソード イグニス」では一時的にパーティキャラとなる。
小説『FFXV The Dawn of Future』では直接の登場は無いが、エピローグでは死後の世界からレギスと共にノクティスとルナフレーナの結婚式を眺めている事が語られ、和解を果たしたことが分かる。
アラネア・ハイウィンド（Aranea Highwind）
声 - 沢城みゆき
ニフルハイム帝国軍准将。年齢は30歳。一人称は「あたし」。二人称は「あんた」など。
元々は傭兵であり、残業はしないなど割り切った性格をしている。その経歴のため帝国にはさほど忠誠心は無く、内心では帝国の現状にも疑問を抱いて退役を考えている。実は幼少期に両親と故郷をシガイによって失っており、シガイを激しく嫌悪している。部下にビッグス（声 - 花輪英司）とウェッジ（声 - 乃村健次）がいる。当初はノクティス達と対峙するも、後に一時的に同行してくれる。帝国崩壊後はテネブラエにて救助活動を行なっており、夜の拡大で運行が困難となった列車の運転手としてビッグスとウェッジをノクティス達に同行させる。ノクティス不在の10年間はコルと共に戦闘員達を指揮する立場となっていた。
「FFXV エピソード プロンプト」でもパートナーとして登場。テネブラエでノクティス達と別れた後は行方不明のプロンプトの捜索も行なっており、出生の秘密を知って思い悩んでいた彼に喝を入れ、共にヴァーサタイルを倒した。
開発中止になったDLC「エピソード アラネア」に相当する小説『FFXV The Dawn of Future』の「終わりの始まり」では主人公となり、帝都陥落時における彼女の「最悪の一日」が描かれる。「自由への選択」では40歳になった彼女が登場し、シガイとの戦いに敗れて自身もシガイ化してしまうがルナフレーナに救われる。「最後の剣」における最終決戦では揚陸艇でノクティス達を支援した。
ロキ・トムルト（Loqi Tummelt）
声 - 大原崇
ニフルハイム帝国軍の若き准将。慇懃無礼な性格。本編でノクティス達に敗れた後はサブイベントのフムース基地攻略で再登場するが、その後は不明。
小説『FFXV The Dawn of Future』では生き延びていた事が判明する。皇帝の命を受けてソルを保護していた。
ヴァーサタイル・ベスティア（Verstael Besithia）
声 - 浦山迅
魔導兵器の開発者。
魔導兵や魔導アーマーなど、様々な兵器を開発した。目的のためなら非人道的な行為も厭わないマッドサイエンティスト。アーデンを復讐へと駆り立てた張本人であり、同時にプロンプトにとっては遺伝子上の父親にあたる。シガイを取り込んでおり、自身が魔導アーマーとシガイが融合した究極の存在となる事を目論む。
本編ではほぼ出番が無いが、「FFXV エピソード プロンプト」では自らプロンプトに真実を明かす。彼を魔導兵にもなれない出来損ないと呼び、自身の一部として取り込もうと掴みかかるも拒絶されて射殺される。その後は兵器と融合し、巨大なシガイ兵器「インモルターリズ」と化してプロンプトとアラネアに襲い掛かるも、スノーモービルに搭載された機銃によって破壊され、完全に死亡した。

### その他
シド・ソフィア（Cid Sophiar）
声 - 勝部演之
モーションアクター - タイソン大屋
ルシス領にある自動車整備工場「ハンマーヘッド」の店主。年齢は77歳。
30年前、レギスと共に旅をした仲間の一人。現在でも超一流のメカニックではあるが、店は孫のシドニーに任せきりで暇を持て余している。作中では武器の改造を担当。レギスとは最後は喧嘩別れをしており、仲直りはしたものの直接再会することは適わなかった。10年後も存命だが体調を崩して元気が無いらしい。ロイヤルエディションではレガリアのスペアカーをノクティス達に贈るクエストが追加されている。
シドニー・オールム（Cidney Aurum）
声 - 嶋村侑
モーションアクター - 芝井美香
シドの孫で、「ハンマーヘッド」の看板娘。26歳。一人称は「あたし」。二人称は「キミ」など。
ラフな格好で明るくさばけた性格をしており、メカニックとしての腕前はシドより店の切り盛りを任されるほど。幼い頃に両親を事故で亡くしている。プロンプトに好意を寄せられている。10年後の世界には登場しないが、ロイヤルエディションの追加イベントでは電話でのみ登場した。小説『FFXV The Dawn of Future』のエピローグでは、大破したレガリアを修繕した事が語られる。
イリス・アミシティア（Iris Amicitia）
声 - 潘めぐみ
グラディオラスの妹。年齢は15歳。一人称は「私」。
ノクティスやイグニスとは幼少期より親交がある。王都陥落後はレスタルムに逃れ、ノクティス一行の旅ににも一時的に同行する。幼少期にノクティスに救われた過去があり、彼に淡い想いを寄せているが当人には全く気付かれていない。
ステータスは低く、回復・支援が主体で積極的に敵に向かっていくタイプでないが、アミティシア家の人間という事で訓練は受けており、いざとなれば兄とのコンビネーションによる蹴り攻撃で果敢に戦う。武器は持たないが、パリィ成功時にはモーグリ人形を敵に叩きつける。10年後の世界ではシガイ討伐を請け負っているらしく、前線に立てるほど強くなっている事が覗える。
タルコット・ハスタ（Talcott Hester）
声 - 黒沢ともよ、村瀬歩（青年期）
アミシティア家の執事ジャレッドの孫。年齢は7歳。
幼いながらノクティス達の役に立とう考えており、特にジャレッドが帝国に殺害されてからは積極的に情報収集などを行っている。ご当地サボテンダー人形を集めるのが趣味。10年後の世界では青年に成長しており、目覚めたばかりのノクティスをハンマーヘッドまで送った。小説『FFXV The Dawn of Future』ではこの役目はソルに代わっており、出番が無くなっている。
カメリア・クラウストラ（Camelia Claustra）
声 - 唐沢潤
アコルドの首相。
オルティシエを訪れたノクティスと首脳会談を行なう。アコルドの独立を至上の目的としており、国と国民を守る為なら冷徹な判断も厭わない。オルティシエに到着したノクティスと対面し、オルティシエの防衛について交渉する「首脳会談」を行う。
ゲンティアナ（Gentiana）
声 - 木下紗華
モーションアクター - 川渕かおり
六神の遣いとされる「二十四使」の1人。
普段は瞼を閉じていることが多い。ルナフレーナが生まれた頃からテネブラエに居ついており、彼女とは深い友情で結ばれている。プロンプトが撮った写真に心霊の如くいつの間にか映り込んでいる事がある。その正体は氷神シヴァの化身。
アンブラ（Umbra）、プライナ（Pryna）
アンブラは黒い雄犬。プライナは白い雌犬。どちらも「二十四使」であり、神の使いである。神出鬼没であり、アンブラはノクティスとルナフレーナが交換している手帳を運ぶ役割も担っていた。また、プライナはノクティスとプロンプトが出会う切っ掛けでもあった。9章以降はアンブラの力で過去のルシスと行き来することができる。

### 六神
巨神タイタン（Titan）
創星記には「力持ちの巨神」と記される神。カーテスの大皿にて隕石「メテオ」を支え続けている。カーテスの大皿にてノクティスへの試練として戦いを挑み、敗北後は力を貸すようになる。
雷神ラムウ（Ramuh）
創星記には「物知りな雷神」と記される神。従来シリーズ同様、雷を操る老人の姿をしている。エネミー図鑑によると神影島で眠りに就いていたとされる。タイタンやリヴァイアサンと異なって力を試すことはせず、石碑を回るだけで快く力を貸す。アラケオル基地での戦いで初めて姿を見せる。
水神リヴァイアサン（Leviathan）
オルティシエで信仰されている神で、創星記には「気高き水神」と記される。従来シリーズ同様、巨大な海龍の姿をしており、その全長は1キロメートルを超える。気性が荒く傲慢な性格で人間を見下した態度を取る。創星記絵画には女性の人魚のように描かれていたり、「広く深い海のように優しき女神」という記述があることから、人間には雌と捉えられている模様。
オルティシエにてルナフレーナと対峙するも、その性格から誓約を拒否し、さらに人間を愚物と言い放って彼女や駆け付けたノクティスにも攻撃を加える。しかしルナフレーナの力で覚醒したノクティスに完敗し、力を貸すようになる。後にノクティス達の乗る列車がシガイの群れに取り付かれた時は、圧倒的な水流でそれを全て押し流した。
氷神シヴァ（Shiva）
声 - 木下紗華
炎神イフリートと対を成す神で、創星記には「優しき氷神」と記される。従来シリーズ同様、氷像のような美女の姿を取る。ニフルハイムのグロブス渓谷で眠りに就いていたが、テネブラエ襲撃後に目覚めて帝国を襲撃し、多大な損害を与えたものの最期は討伐された。ゲンティアナの正体でもある。
かつては可能性や希望といった曖昧なものを信じる人間を「星に有要な存在ではない」と考えていたが、イフリートに感化されて徐々に認識を改めて行き、やがてイフリートとも愛し合うようになった。しかし最終的には最初に人間を信じていたイフリートの方を、人間を守るためにシヴァが倒すという皮肉な結果となった。
小説『FFXV The Dawn of Future』では復活したルナフレーナに夢を介して「剣神を信じないで」と訴え、魔大戦の真実を告げた。バハムートとの最終決戦では他の六神と共にノクティスに協力し、戦いの後はクリスタルと共に消滅するが、ゲンティアナとしての最後の贈り物としてルナフレーナに新たな命を与えた。
炎神イフリート（Ifrit）
炎を自在に操る神。従来のシリーズと異なり、人間に近い容貌となっている。かつて人の可能性を信じて知恵の炎を与えたが、それによって築かれたソルハイムは奢り高ぶった末に神々を排斥しようとしたため、その怒りから星の全てを焼き滅ぼそうと魔大戦を引き起こした。それ故に創星記には「裏切り者の炎神」と記される。他の六神によって倒され、ラバティオ火山の火口にて永い眠りに就いていたがニフルハイム帝国によって回収され、アーデンの手でシガイ化させられてしまった。終盤、インソムニアにてノクティス達の前に立ちはだかる（ゲーム冒頭で描かれた戦いはこの時のもの）。激闘の末、最後はシヴァによって氷漬けにされて砕け散った。
「FFXV エピソード アーデン」ではパーティメンバーとして共に戦うパートがある。また、その続きである小説『FFXV The Dawn of Future』ではルナフレーナによってシガイ化から解放された事で誓約を了承し、本来の六神へと舞い戻る。バハムートとの戦いではノクティスに協力した。
剣神バハムート（Bahamut）
六神のリーダー格。創星記には「誇り高き剣神」と記される。従来シリーズのようなドラゴンではなく、従来のバハムートの形をした鎧を纏った人型の神となっている。その顔は仮面に隠されている。六神の中では魔大戦の後で唯一行方が知れなかったが、クリスタルに取り込まれたノクティスの前に現れ、アーデンの正体と星の病を消し去る方法を教え、「真の王」として世界を救うべく命を捧げる使命を告げた。
「FFXV エピソード アーデン」では、アーデンを「闇をもたらす者」に仕立て上げるために力を与えた張本人だという事と、全ては「真の王」という生贄によって星の病を一掃する計画のためであった事実が明かされる。即ち、全ての筋書きを書いた黒幕と呼ぶべき存在であり、ゲーム本編ではノクティスもアーデンも最後までその掌で踊らされていたに過ぎなかった事になる。
小説『FFXV The Dawn of Future』では他の五神よりも上位神にあたり、星と共にある五神と違って天と共にある神だった事が明かされる。また、こちら側の世界と「対をなす世界」の両方に存在するため、例え死んでももう片方が健在なら蘇る不死身の神でもある。そしてクリスタルの化身であり、仮に死亡するとクリスタルも消滅する。その仮面の下はノクティスやソムヌスと同じ顔である。シヴァ曰く「星や人から遠い神」であり、人間を慈しんではいるもののそれは花を愛でるに近い感覚で、結局は道具や遊具のようにしか思っていない。星の病を消し去るという意思も確かなのだがそのために多くの犠牲を強いる方法を強要したり、それが失敗すれば星も人間も他の六神も全て消し去ろうとするなど、最も尊大かつ傲慢な性格を持つ神である。
「FFXV エピソード アーデン」でアーデンに変化が生じ、真の王の力を用いても消し去る事ができないほど闇が強大化したため、ルナフレーナを利用して「究極召喚テラフレアで星ごと全てをリセットする」という次なる計画を実行すべく行動を開始。物語は『FFXV The Dawn of Future』（発売予定だったDLC「未来への夜明け」）に続いていく。「エピソード ノクティス」ではテラフレアを放つべく降臨するが、「対をなす世界」では歴代王と共に現れたアーデンに、現実世界では六神の協力を得たノクティスに敗れる。最期まで傲慢さを改めることなく人間を見下しながら、ノクティスのシフトブレイクでとどめを刺され、絶命した。その死によってクリスタルが全ての闇を吸収して砕け散り、世界に夜明けが訪れた。

### 派生作品・追加エピソード
ニックス・ウリック（Nyx Ulric）
声 - 綾野剛
『キングスグレイブ ファイナルファンタジーXV』の主人公。ルシス王国の王直属部隊「王の剣」の隊員。故郷と妹を帝国の侵攻で失い、移民となった後にレギスによって拾われた事から彼に恩義を感じている。王都陥落時にはレギスの最後の命を受けてルナフレーナを無事に脱出させるべく奮闘するが、最後は立ち塞がるグラウカ将軍に対抗するべく光耀の指輪を使用。グラウカの撃破に成功するも、その代償として夜明けと共に灰となって死亡した。
本編では最終決戦時にアーデンが見せる幻影の死体の中にニックスのものもあるが、何故彼が選ばれたのかは不明。また、ラストダンジョンにてニックスの得物であった「ウリックの双剣」が手に入る。
リベルト・オスティウム（Libertus Ostium）
声 - かぬか光明
『キングスグレイブ ファイナルファンタジーXV』および「FFXV オンライン拡張パック：戦友」に登場。王の剣の隊員だったが、和平締結によって故郷を切り捨てられると考え、さらに仲間の死を切っ掛けに王の剣を脱退。反ルシス活動のレジスタンスに入るが、実はレジスタンスは帝国と繋がっており、知らぬ間に王都襲撃を手引きした首謀者に仕立て上げられてしまう（レジスタンスのリーダーは襲撃時の流れ弾で死亡）。王都陥落時には帝国のグラウカ将軍の正体が王の剣の総括者であるドラットーであることに気付き、ニックスの危機に駆け付けた後、託されたルナフレーナを王都から脱出させ、オルティシエに向かう彼女を見送った。
「戦友」では故郷が崩壊した事でレスタルムに避難しており、記憶を失っていたプレイヤーを助ける。
エイラ・ミルス・フルーレ（Aera Mirus Fleuret）
声 - 世戸さおり
「FFXV エピソード アーデン」に登場した初代神凪。2000年前のアーデンの婚約者でもあり、互いに深く愛し合う仲だった。神の託宣を受けてアーデンを王に推挙するが、即位の日に謀反を起こしたソムヌスがアーデンに斬り掛かり、その盾となり命を落とす。享年28歳。子を成す前に命を落としたため、神凪職は彼女の親族が引き継いだ。そのため、ルナフレーナやレイヴスの直接の血縁という訳ではない。小説『FFXV The Dawn of Future』の「自由への選択」（エピソード ルナフレーナ）ではラルムエールの遺跡にてその魂がルナフレーナに語り掛け、アーデンの真実を語ると共に彼を2000年に渡る苦しみから救う事を懇願する。
ギルガメッシュ（Gilgamesh）
声 - 井上和彦
「FFXV エピソード グラディオラス」に登場。
初代の王の盾として活動する。グラディオラスの試練に力を貸す。
ソムヌス・ルシス・チェラム（Somnus Lucis Caelum）
声 - 浪川大輔
アーデンの実弟にして、ルシス王国の初代国王。歴代王では「夜叉王」として名を残す。その顔はノクティスに似ている。現実主義者ゆえに、理想論を語る兄と対立していた。シガイとなった兄にかわって自らルシスの王になった。さらに騙し討ちする形でアーデンを捕らえ、その際にエイラも殺している事からアーデンが復讐に取り憑かれる要因を作った。しかし小説『FFXV The Dawn of Future』では後にそのことを思い直し、生涯悔いていたことが語られる。
ロイヤルエディションの追加イベントでは、彼の依り代となった石像がアーデンによってシガイ化させられて登場する。ノクティスに敗れると、兄の解放を託して消えていく。
「FFXV エピソード アーデン」でも石像を依り代とし、ラストボスとして登場。アーデンには激しい憎悪をぶつけられた末に破壊される。ロイヤルエディションに登場したのはこれを修復した像である。
小説『FFXV The Dawn of Future』ではせめてもの償いとして歴代王の魂を説得し、アーデンに力を貸すと同時に兄弟の和解を果たす。その後、「対をなす世界」にて共にバハムートを倒した。
ソル・アンティクム（Sol Antiquum）
小説『FFXV The Dawn of Future』に登場。帝国崩壊後からアラネアに育てられた少女。その正体はイドラ皇帝の孫娘で、本名は「ソラーラ・エルダーキャプト・アンティクム（Solara Aldercapt Antiquum）」。若くして戦死した皇子の隠し子であり、皇帝も崩御の直前までのその存在を知らなかった。帝都陥落時に皇帝の命を受けたロキに保護され、その後はアラネアに託された。「エピソード アラネア」では10歳ほどで育ちの良さを伺わせる少女だったが、「エピソード ルナフレーナ」では20歳ほどで母替わりのアラネアの影響なのか男勝りな性格に成長し、「歩く武器庫」と表されるほど銃器や弾薬、ナイフなどの武器を大量に仕込んでいる。自身のサイドカーにデスゲイズから逃げるルナフレーナが乗り込んできた事を切っ掛けに彼女と行動を共にする。

## 開発

### ファイナルファンタジー ヴェルサスXIII
2006年5月に開催された「Electronic Entertainment Expo（以下、E3）2006」において、「ファブラ ノヴァ クリスタリス」プロジェクトの中核タイトルの1つ『ファイナルファンタジー ヴェルサスXIII』（PlayStation 3向け）として、『FFXIII』および『FFアギトXIII』（後の『FF零式』）と共に発表された。野村哲也がディレクターを務め、開発はゲームパートを『キングダム ハーツII』、ムービーパートを『FFVII アドベントチルドレン』を制作したスタッフが担当し、PS3に特化して制作するとされた。その後、他の2作品は無事に発売された。しかし本作は開発の進捗に関する発表がない状態が長期間続き、2012年7月24日にスクウェア・エニックスの和田洋一社長（当時）が、開発が継続していることをTwitter上で明言した程度に留まっていた。

### ファイナルファンタジーXV
2013年6月に行われた「E3 2013」において、本作をFFシリーズの新たなナンバリング作となる『ファイナルファンタジーXV』に改題し、対応機種もPlayStation 4とXbox Oneに変更することが発表された。特定のハードに特化せずにDirectX11をベースにオリジナルを開発し、そこから各ハードへ移植するとされた。『FFヴェルサスXIII』を開発し始めてから1〜2年ほどでタイトルを『FFXV』にシフトするよう会社から打診があり、また対応ハードについては当初は現行機と次世代機のマルチ展開をする予定であったが、発表が遅れて現行機の寿命が近づいてきたこと、現行機の性能では表現に限界が出てくることから、完全に次世代機へシフトした。開発チームについても再編成が行われており、2012年7月に『FF零式』のチームが編入され、同作のディレクターを務めた田畑端が共同ディレクターに就任している。
2014年9月18日にスクウェア・エニックスの開発体制の見直しに伴い、野村哲也がディレクター業務を降板、田畑端へと引き継ぐことが発表された。
「E3 2013」では、1作で収まらないほど壮大な物語であるため連作を念頭に置いているとされていたが、2015年6月4日のATRで『FFヴェルサスXIII』から『FFXV』に開発し直すあたり、会社の方針として1作で完結する作品にすることを求められたと発表され、ゲームとしては本作のみで完結することとなった。
2015年3月19日に発売された『FF零式 HD』の初回限定特典として、体験版となる『FFXV エピソード ダスカ』（FINAL FANTASY XV EPISODE DUSCAE）がダウンロード可能となり、同年6月10日に体験版Ver2.0のアップデートが実施された。2016年3月31日には本編への引継ぎ要素もある新たな体験版『プラチナデモ FFXV』（PLATINUM DEMO FINAL FANTASY XV）が配信された。同年11月11日にはゲーム序盤をほぼそのままプレイすることができる体験版『FFXV ジャッジメントディスク』（FINAL FANTASY XV JUDGMENT DISC）が配信された。
2016年の3月31日（日本時間）ロサンゼルスにて、発売日が9月30日であることが正式に発表され、併せてアニメ・CG映像作品、体験版の配信、スマートフォン向けゲーム、限定版などが発表された。しかし同年8月15日、発売日を11月29日に延期することが発表された。

## スタッフ
開発はスクウェア・エニックスの第2ビジネス・ディビジョン。
- ディレクター：田畑端
- 原案・キャラクターデザイン：野村哲也
- キャラクターデザイン：フェラーリ・ロベルト
- ストーリー原案：野島一成
- ムービーディレクター：野末武志
- アートディレクター：長谷川朋広、直良有祐、上国料勇
- コンポーザー：下村陽子
- プロデューサー：橋本真司
- イメージイラストレーション&タイトルロゴデザイン：天野喜孝

主題歌
『Stand by Me』
- 歌：フローレンス・アンド・ザ・マシーン

『Too Much Is Never Enough』
- 歌：フローレンス・アンド・ザ・マシーン

## 売上
シリーズとして初めて全世界同時発売を実現したことにより、発売初日で出荷本数が500万本を突破。その後も順調に追加出荷とダウンロード版の販売が伸びた結果、発売後1ヶ月弱で全世界の出荷本数が600万本を突破したことが発表された。全世界累計売上（PS4 & Xbox One）は2018年1月時点で700万本、2018年11月に840万本に達している。
全バージョンの累計売上（Pocket Editionを除く）は、2022年5月時点で1000万本に到達。

## DLC
本編発売後にダウンロードコンテンツとして配信。
拡張
- 『ファイナルファンタジーXV ロイヤルエディション』（FINAL FANTASY XV ROYAL EDITION）
…「FINAL FANTASY XV」ゲーム本編と「FFXV ロイヤルパック」、「FFXV シーズンパス」、さらに「特典アイテム」がセットになった商品。
- 「FINAL FANTASY XV ロイヤルパック」（FINAL FANTASY XV ROYAL PACK）
…「FFXV ロイヤルエディション」にて新たに追加された「インソムニアエクストラマップ」や「真・ファントムソード」、「クルーザー操作」、「ファーストパーソンモード」を始めとした様々な追加要素が入ったパック。
- 「FINAL FANTASY XV シーズンパス」（FINAL FANTASY XV SEASON PASS）
…『FFXV』本編発売後に配信された新たなオリジナルエピソードや、『FFXV オンライン拡張パック：戦友』、『FFXV ホリデイパック＋』(ゲームをより華やかに彩る素敵なアイテムパック)、『FFXV ブースターパック＋』(バトルを優位に、より爽快に楽しむことができる強力な武器と釣りに役立つアイテムが入ったパック)、『FFXV エピソード グラディオラス』、『FFXV エピソード イグニス』、『FFXV エピソード プロンプト』の6種類のDLCを纏めたパス。

アイテムパック
- 『FFXV ホリデイパック（無料版）』
…『FFXV』のプレイに役立つ様々なアクセサリーと、期間限定で開催されたカーニバルチケットのパック。
- 『FFXV ブースターパック（無料版）』
…衣装の無敵スーツが入ったパック。後にソフト本体の無料アップデートに内包されたため配信停止。

ゲーム
- 『キングステイル FFXV』（A KING'S TALE FINAL FANTASY XV）
…セブンイレブン(セブンネット)の予約特典で、横スクロールアクションのドットゲーム。本編の30年前を舞台にしたレギスの物語。
- 『モンスター オブ ザ ディープ: ファイナルファンタジーXV』（MONSTER OF THE DEEP: FINAL FANTASY XV)
…下記の派生作品を参照。

追加エピソード
- 『ASSASSIN'S FESTIVAL』
…下記のコラボレーションを参照。
- 『モグチョコカーニバル』
…水都オルティシエを舞台にした期間限定イベント。

以下5つは、下記の「追加エピソード」項目を参照。
- 『FFXV オンライン拡張パック：戦友 / FFXV オンライン：戦友』(FINAL FANTASY XV MULTIPLAYER EXPANSION: COMRADES / FINAL FANTASY XV MULTIPLAYER: COMRADES)

- 『FFXV エピソード グラディオラス』(FINAL FANTASY XV EPISODE GLADIOLUS)

- 『FFXV エピソード プロンプト』(FINAL FANTASY XV EPISODE PROMPTO)

- 『FFXV エピソード イグニス』(FINAL FANTASY XV EPISODE IGNIS)

- 『FFXV エピソード アーデン』(FINAL FANTASY XV EPISODE ARDYN)

その他、予約・購入特典のDLCや、武器、アクセサリー、アイテム、レガリアのカラーリング、衣装、テーマ、アバターの単体DLCもある。

## 追加エピソード
本編では描かれなかったエピソード。ダウンロードコンテンツとして有料配信。
FFXV エピソード グラディオラス
(FINAL FANTASY XV EPISODE GLADIOLUS)
2017年3月28日配信。時系列は6章でグラディオラスが立ち去った後、8章で戻ってくるまで。敵将レイヴスに敗れたグラディオラスは己の無力さを痛感し、選ばれし王を守る力を備える為に一時的に仲間と別れた。王に仕える英霊たちが待つ古代遺跡でコルと合流したグラディオラスは、初代「王の盾」である剣聖ギルガメッシュに挑みに行く。ゲストコンポーザーは岡部啓一。
FFXV エピソード プロンプト
(FINAL FANTASY XV EPISODE PROMPTO)
2017年6月27日配信。時系列は11章でプロンプトが列車から転落してから13章でノクティス達と再会するまで。仲間とはぐれてしまったプロンプトは、帝国軍に捕まり連れて行かれた先で、ヴァーサタイルの研究内容と自分の出生を知ることになる。真実を受け入れることが出来ずにいたプロンプトだったが、アラネアの助けを借りて自らの因縁に決着をつけることを決心する。ゲストコンポーザーは水田直志。
FFXV オンライン拡張パック：戦友 / FFXV オンライン：戦友
(FINAL FANTASY XV MULTIPLAYER EXPANSIONCOMRADES / FINAL FANTASY XV MULTIPLAYER: COMRADES)
2017年8月3日～2017年8月8日の『クローズドオンラインテスト版』を経て、2017年11月15日配信。ノクティスが不在だった10年間に起きた戦いを描く。オンラインマルチプレイのほか、シングル専用のモードも含まれる。ゲストコンポーザーは植松伸夫。2018年12月13日には『戦友』のみのスタンドアロンバージョン『FFXV MULTIPLAYER: COMRADES』(FINAL FANTASY XV MULTIPLAYER COMRADES)がリリースされた。
FFXV エピソード イグニス
(FINAL FANTASY XV EPISODE IGNIS)
2017年12月13日配信。イグニスを主役としたエピソード。9章でリヴァイアサンとの死闘前にノクティスと離れてから失明に至るまでのエピソード。DLCエピソード内でエンディングが分岐し、本編とは異なる結末が用意された。ゲストコンポーザーは光田康典。
FFXV エピソード アーデン
(FINAL FANTASY XV EPISODE ARDYN)
2019年3月26日配信。本編の敵役であるアーデンを主役としたエピソード。彼がまだ人間であった2000年前から現在に至るまでの苦悩を描く。配信予定日の告知に伴い、エピソードの前日譚にあたる短編アニメーション『FINAL FANTASY XV EPISODE ARDYN -PROLOGUE-』が公開された。ゲストコンポーザーは岩崎琢。
当初は、この他に「エピソード アラネア」「エピソード ルナフレーナ」「エピソード ノクティス」の4つを合わせて、「みんなが望んだ未来の実現」を掲げたDLC群「未来への夜明け」として発売される予定であったが、2018年11月8日に放送された特別番組で、アーデン以外のエピソードの開発中止が発表された。このエピソードは残る3つのエピソードのプロローグ的位置付けとなる予定だったが、ゲームとしては開発中止となったため、小説「FINAL FANTASY XV -The Dawn Of The Future-」に続く形となった。残る3つのエピソードに関しては後述。

## 派生作品

### 映像作品

#### ブラザーフッド ファイナルファンタジーXV
『ブラザーフッド ファイナルファンタジーXV』（ブラザーフッド ファイナルファンタジー フィフティーン、BROTHERHOOD FINAL FANTASY XV）は、A-1 Pictures制作による2DセルタッチCGを主体としたアニメーション映像作品。全5話。王都陥落から数日後、旅の途中のノクティス達は、幼少時のノクティスを襲撃し父王によって退けられたシガイと再び対峙する。
2016年3月31日よりYouTubeにて配信開始。同年9月30日にはディスクメディアセルソフト（Blu-ray&DVD）が発売された。当初はゲームと同日発売予定だったが、ゲーム版が発売を延期したことにより約2か月先行しての発売となった。
スタッフ
原作：スクウェア・エニックス
監督・絵コンテ：増井壮一
脚本：綾奈ゆにこ
キャラクターデザイン・総作画監督：栗田新一
音楽：井上泰久、秋月須清
制作：A-1 Pictures
各話リスト
| 話数     | サブタイトル         | 演出     | 作画監督                     | 配信日        |
| -------- | -------------------- | -------- | ---------------------------- | ------------- |
| Episode1 | Before the Storm     | 増井壮一 | 栗田新一                     | 2016年3月31日 |
| Episode2 | Dogged Runner        | 倉田綾子 | 小松麻美                     | 2016年6月14日 |
| Episode3 | Sword and Shield     | 宮原秀二 | 乗田拓茂                     | 2016年7月7日  |
| Episode4 | Bittersweet Memories | 宮原秀二 | 三島詠子、杉薗朗子、小松麻美 | 2016年8月17日 |
| Episode5 | The Warmth of Light  | 増井壮一 | 栗田新一、乗田拓茂、東亮太   | 2016年9月17日 |

#### キングスグレイブ ファイナルファンタジーXV
『キングスグレイブ ファイナルファンタジーXV』（キングスグレイブ ファイナルファンタジー フィフティーン、KINGSGLAIVE FINAL FANTASY XV）は、2016年7月9日に劇場公開された、フルCG長編作品。配給はアニプレックス、映像制作はゲーム『ファイナルファンタジーXV』開発チームによる。
物語は本編の前日談にあたり、王都インソムニア陥落の顛末を描く。ノクティスの父である国王レギスの視点と、従兵ニックスの視点を通じて進行する。ゲーム本編では王都陥落時のダイジェスト映像として使用されている。
同年8月30日からはデジタルネット配信がスタート、同年9月30日には『ブラザーフッド FFXV』と同時にディスクメディアセルソフト（Blu-ray&DVD）発売された。こちらも『ブラザーフッド FFXV』同様の経緯でゲームより約2か月先行して発売。2022年2月1日から4K HDRリマスターでの配信がスタート。同9日にはBD-BOXが発売された。
キャスト
ニックス・ウリック：綾野剛
ルナフレーナ・ノックス・フルーレ：忽那汐里
レギス・ルシス・チェラム：磯部勉
タイタス・ドラットー：山寺宏一
リベルト・オスティウム：かぬか光明
ルーチェ・ラザロ：関智一
クロウ・アルティウス：藤村歩
イドラ・エルダーキャプト：飯塚昭三
クレイラス・アミシティア：銀河万丈
アーデン・イズニア：藤原啓治
レイヴス・ノックス・フルーレ：中村悠一
トレッド・フュリア：小松史法
ペルナ・カーラ：高木渉
スタッフ
プロデューサー：田畑端
ディレクター：野末武志
脚本：長谷川隆
ミュージック：John Graham
メインテーマ：下村陽子

#### ファイナルファンタジーXV プロローグ 〜旅立つ者、残る者〜
「PlayStation®4 FINAL FANTASY XV LUNA EDITION」に、購入特典として加されたボイスドラマ。主人公ノクティスと仲間が旅立つ直前の一日が描かれ、王の盾を務めるアミシティア一家クレイラスとグラディオラス親子の会話、ノクティスたちの旅立ち前夜の出来事などが含まれている。

### ゲーム

#### ファイナルファンタジーXV ポケットエディション
『ファイナルファンタジーXV ポケットエディション』（FINAL FANTASY XV POCKET EDITION）は、FFXV本編のストーリーはほぼ同じに、スマートフォン向けにデフォルメした作品。戦闘システムやインターフェースもスマートフォン向けに最適化されている。
2018年2月9日にiOS/Android版が、6月6日にWindows 10版が配信された。
また、「FFXV ポケットエディション」をベースとしながらスマートフォン版と異なり、コントローラーでの操作に対応したプレイを大画面で出来るようにした、据置型ゲーム機対応版『ファイナルファンタジーXV ポケットエディション HD』として、PS4/Xbox One版が9月7日に、Nintendo Switch版が9月14日にそれぞれ配信開始された。

#### ファイナルファンタジーXV: 新たなる王国
『ファイナルファンタジーXV：新たなる王国』（ファイナルファンタジーXV あらたなるおうこく）は、2017年6月29日に全世界で配信が開始されたスマートフォン向けオンラインシミュレーションゲーム。米デベロッパー・Machine Zoneが、スクウェア・エニックスと開発パートナーシップ提携し開発。原題は『Final Fantasy XV: A New Empire』だったが、後に『新たなる王国』の邦題が付与された。

#### モンスター オブ ザ ディープ: ファイナルファンタジーXV
『モンスター オブ ザ ディープ: ファイナルファンタジーXV』（MONSTER OF THE DEEP: FINAL FANTASY XV）は、スクウェア・エニックスより2017年11月21日に発売されたPlayStation VR専用フィッシングアクションゲーム。本編の「釣り」を拡張したもので、プレイヤーキャラクターは『オンライン拡張パック 戦友』と同様、プレイヤーが作成したアバターとなる。異常気象となった世界では凶暴化した野獣が増加し、プレイヤーはその討伐専門のハンターとなって、シガイ化した魚とのバトルを繰り広げる。ノクティスやシドニーなど、『FFXV』本編のキャラクターも登場する。

#### ジャスティスモンスターズファイブ
『ジャスティスモンスターズファイブ』（JUSTICE MONSTERS FIVE）は、2016年3月31日に開催されたイベント「UNCOVERED FINAL FANTASY XV」において発表され、2016年8月30日から配信が開始された、本編のミニゲームを題材にしたスマートフォン用アプリゲーム。2017年3月27日をもってサービスを終了した。

#### ファイナルファンタジーXV: War for Eos
『ファイナルファンタジーXV: War for Eos』（FINAL FANTASY XV: War for Eos）は、Machine Zoneより2023年2月20日にサービスが開始されたスマートフォン向けオンラインゲーム。

### 小説

#### ファイナルファンタジーXV -ザ ドーン オブ ザ フューチャー-
『ファイナルファンタジーXV -ザ ドーン オブ ザ フューチャー-』（FINAL FANTASY XV -The Dawn Of The Future-）は、2019年4月25日に発売された小説。原案はFFXV開発チーム、著者は映島巡で、『FINAL FANTASY XV』のもう1つの結末を綴る。エピソード アーデン以外が開発中止になったDLCシリーズ「未来への夜明け」で描かれるはずだった物語とされる。DLCの当初の構想の通り、アーデン、アラネア、ルナフレーナ、ノクティスのそれぞれの視点で描いた4つの章で構成される。「みんなが望んだ未来の実現」とされていた通り、主人公とヒロインの死で幕を閉じた本編とは全く異なる大団円を迎える。
本作の発売に伴い、『FINAL FANTASY XV EPISODE ARDYN-PROLOGUE-』のBlu-rayディスクや、アートブックレット等を同梱した『小説 FINAL FANTASY XV -The Dawn Of The Future CELEBRATION BOX』も発売されている。
聖者の迷い（エピソード アーデン）
唯一開発が継続された「FFXV エピソード アーデン」とほぼ同じ内容。聖者の如き人間だったアーデンが非道な復讐鬼に堕ちる様子と、彼が本編の22年前にインソムニアで起こした事件を描く。しかし、自身に課せられた真の使命を知ったアーデンは神も運命も憎んで暴走し、神々の計画（本編の物語）が狂い始める。
終わりの始まり（エピソード アラネア）
本編では語られなかった10章～11章の時期における、ニフルハイム帝国崩壊の様子を描く。オルティシエでの任務を終えて疲労困憊のまま帰還したアラネア達は、シガイの群れに蹂躙される帝都を目の当たりにする。インソムニアを一夜で壊滅させた巨大シガイ「ダイヤウェポン」にアラネア達は疲れ切った体を押して決死の戦いを挑む。
自由への選択（エピソード ルナフレーナ）
14章の直前、ノクティスがクリスタルの中で眠りに就いて10年が経とうという時期。アーデンの変化によって当初の計画が頓挫した剣神バハムートは、ルナフレーナに新たな命と力を与え、より過酷な運命を課す。復活したルナフレーナはノクティスの末路（本編の結末）を変えるべく使命に従おうとするも、道中で出会ったソルと旅をするうちに、ただ神を信じてきた自分に疑問を抱くようになる。
最後の剣（エピソード ノクティス）
本編とは全く異なる展開を迎えた14章。目覚めたノクティスはルナフレーナが生きていると知り、押し付けられた運命に殉じるのではなく、誰も犠牲にせず世界を救う事を決意。全ての人々が望む未来を手に入れるため、神に、バハムートに戦いを挑んだ。

## コラボレーション
『FFXV』では他のゲームとのコラボレーションも行われている。
カップヌードル
2016年12月5日から期間限定で日清のカップヌードルとコラボレーションした。ファイナルファンタジーシリーズの歴代ボスキャラクターがパッケージに描かれたカップヌードル15食セットを応募限定で入手することができた。コラボレーションの際のCMは『FFXV』のCMをアレンジしたものになっている。作中ではグラディオラスの好物であり、料理として登場する他、関連クエストが存在する。
ニーア オートマタ
2017年2月に、『ニーア オートマタ』とのコラボレーションとして、ミュージックプレイヤーの楽曲に『ニーア ゲシュタルト/レプリカント』から「イニシエノウタ/運命」と、『ニーア オートマタ』から「Weight of the World」が追加された。また、『ニーア オートマタ』にはノクティスの使用するエンジンブレードが武器として実装されており、装備時は回避エフェクトとダメージ表示が『FFXV』風に変更される。
BLUE REFLECTION　幻に舞う少女の剣
コーエーテクモゲームスの『BLUE REFLECTION 幻に舞う少女の剣』とのコラボレーションとして、2017年7月10日から2018年1月8日までアラネアとシドニーの衣装が無料で配信された。
アサシンズ・フェスティバル
ユービーアイソフトの『アサシン クリード』とコラボレーションした期間限定イベント「アサシンズ・フェスティバル」が無料DLCとして、2017年8月31日から2018年1月31日まで配信された。
Forza Horizon 3 / Forza Horizon 4
Xbox Game Studios・Turn 10 Studios/Playground Gamesのレースゲーム『Forza Horizon 3』で、2017年8月1日からレガリアが使用可能になった。レガリアは、どちらかの作品を同日までにプレイしているユーザーに、無料で配布された。『FFXV』ディレクターの田端は、オープンワールドの世界における車での移動要素について『Forza Horizon 2』を参考にしたと述べている。
続編の『Forza Horizon 4』にも引き続き登場し、2019年2月からノーマルのレガリアとオフロード仕様のType-Dの2台が追加される。
鉄拳7
バンダイナムコエンターテインメントの『鉄拳7』のDLCキャラクターとして、ノクティスが2018年3月20日に実装された。シドニーとシドが営む整備工場「ハンマーヘッド」も新ステージとしてDLCに含まれる。
Minecraft
Mojang Studiosのサンドボックスゲーム、『Minecraft』とのコラボレーションとして、「ファイナルファンタジーXV スキンパック」が配信された。Minecraftのプレイヤーのスキン（外見）を変更することができ、主人公一行を含む43キャラクターのスキンが収録されている。
テラウォーズ
2018年9月のアップデートで、ミストウォーカーのスマートフォン向けゲーム『テラウォーズ』とのコラボレーションクエストと、ミュージックプレイヤーの楽曲として『テラウォーズ』の楽曲が追加された。コラボクエストをクリアすると、追加武器「サラの短剣」を入手できる。
シャドウ オブ ザ トゥームレイダー
2018年9月のアップデートで、『シャドウ オブ ザ トゥームレイダー』に登場するララ・クロフトの衣装が、「オンライン拡張パック：戦友」用に追加された。また、ミュージックプレイヤーに楽曲が追加された他、『ウィンドウズエディション』向けに、自動で撮影される写真にララ・クロフトらしき人物が映り込むアップデートが行われた。
戦国アクションパズル DJ ノブナガ
2018年9月のアップデートで、「オンライン拡張パック：戦友」用の衣装として、「DJ ノブナガTシャツ」が追加された。また、中田ヤスタカがリミックスしたコラボレーション楽曲「Chocobo Theme (Yasutaka Nakata Remix)」がミュージックプレイヤーに追加された。『DJ ノブナガ』では、2018年7月に、当楽曲が使用された特別ステージや、コラボガチャが実施された。
FINAL FANTASY XIV
2018年12月のアップデートで、『FFXIV』とのコラボレーションクエストが配信された。クエストをクリアすることで衣装と新たな召喚魔法が入手できる他、『FFXIV』のガルーダをイメージした武器を特定のショップで交換できるようになる。このクエストの配信は無期限を予定している。また、2019年4月中旬頃から、『FFXIV』にノクティスやレガリアが登場する事が発表された。